# Neottia acuminata
Neottia acuminata är en orkidéart som beskrevs av Rudolf Schlechter. Neottia acuminata ingår i släktet näströtter, och familjen orkidéer. Inga underarter finns listade i Catalogue of Life.